# Аббасабад-е Мукуфе
Аббасабад-е Мукуфе (перс. عباس ابادموقوفه) — село в Ірані, у дегестані Енадж, у бахші Каре-Чай, шагрестані Хондаб остану Марказі. За даними перепису 2006 року, його населення становило 590 осіб, що проживали у складі 169 сімей.

## Клімат
Середня річна температура становить 12,03 °C, середня максимальна – 30,86 °C, а середня мінімальна – -8,57 °C. Середня річна кількість опадів – 283 мм.
| Клімат поселення                              | Клімат поселення | Клімат поселення | Клімат поселення | Клімат поселення | Клімат поселення | Клімат поселення | Клімат поселення | Клімат поселення | Клімат поселення | Клімат поселення | Клімат поселення | Клімат поселення | Клімат поселення |
| Показник                                      | Січ.             | Лют.             | Бер.             | Квіт.            | Трав.            | Черв.            | Лип.             | Серп.            | Вер.             | Жовт.            | Лист.            | Груд.            |                  |
| Середній максимум, °C                         | 7,31             | 8,88             | 12,44            | 18,45            | 23,59            | 28,79            | 30,86            | 30,64            | 25,64            | 19,66            | 13,32            | 7,86             |                  |
| Середня температура, °C                       | −0,62            | 0,93             | 4,50             | 10,52            | 15,65            | 20,84            | 24,96            | 24,74            | 19,74            | 13,76            | 7,42             | 1,96             |                  |
| Середній мінімум, °C                          | −8,57            | −7,01            | −3,44            | 2,58             | 7,71             | 12,90            | 19,05            | 18,81            | 13,82            | 7,84             | 1,50             | −3,94            |                  |
| Норма опадів, мм                              | 42               | 37               | 51               | 37               | 33               | 6                | 1                | 1                | 0                | 8                | 26               | 41               |                  |
| Середньомісячна швидкість вітру, м/с          | 1.92             | 2.35             | 3.12             | 3.24             | 2.91             | 2.54             | 2.52             | 2.52             | 2.30             | 2.20             | 1.77             | 1.85             |                  |
| Середньомісячна сонячна радіація, кДж/м²·день | 9078             | 12324            | 14733            | 18238            | 22209            | 26898            | 25872            | 24025            | 21126            | 15573            | 10882            | 8889             |                  |
| --------------------------------------------- | ---------------- | ---------------- | ---------------- | ---------------- | ---------------- | ---------------- | ---------------- | ---------------- | ---------------- | ---------------- | ---------------- | ---------------- | ---------------- |
| Джерело:                                      |                  |                  |                  |                  |                  |                  |                  |                  |                  |                  |                  |                  |                  |